# Прилеп преди 100 години
„Прилеп преди 100 години“ е български вестник, издание на Прилепското благотворително братство в София.
Излиза само 1 брой на 7 април 1938 година по случай 100-годишнината от освещаването на прилепската църква „Свето Благовещение“ на 7 април 1838 година. Печата се в печатница „Преса“ в 3000 тираж. Сред авторите са Йордан Иванов, Димитър Талев, Георги Трайчев, П. Кюркчиев, свещеник Юрдан Ангелов.